# Humble Bundle
Los Humble Bundle ("paquete modesto", en español, originalmente "Humble Indie Bundle") son paquetes de juegos, a menudo desarrollados por estudios independientes, que son distribuidos de forma en línea y cuyo precio es marcado por el propio comprador, pudiendo elegir la cantidad a pagar por los juegos ofrecidos, sea cual sea la cifra. Como forma de alentar a pagar un poco más, si se supera la media total de todo lo pagado por la descarga para las diferentes plataformas, ofrecen más contenido como juegos adicionales o bandas sonoras.
El dinero recaudado se destina a los creadores de la web, los desarrolladores de los diferentes juegos y organizaciones benéficas, incluidas Cruz Roja Americana, Child's Play, Electronic Frontier Foundation y Charity: Water; no obstante el comprador decide cómo se va a repartir el dinero entre los destinatarios.
A veces los juegos son multiplataforma, no tienen DRM y se pueden descargar directamente mediante descarga directa o torrent, Ubuntu Software Center o sincronizándolos con una cuenta de Steam.

## Idea
La idea de crear estos paquetes proviene de Jeff Rosen, de Wolfire Games. Rosen explica que la idea se inspira en los paquetes de Steam, de lo que Rosen se ha dado cuenta de que muchas de sus ventas provienen del boca a boca a través de Internet. También de una iniciativa previa en la que se elegía el precio a pagar cuando se llevó a cabo con el juego World of Goo en su primer aniversario; se vendieron más de 57.000 copias que generaron unos 117.000 dólares como beneficios.
Rosen está relacionado con varios desarrolladores independientes de videojuegos, como por ejemplo Mikko Tarmia, compositor de la serie Penumbra (que también trabaja con Wolfire Games en el proyecto Overgrowth), Ron Carmel de 2D Boy, o Ryan Gordon, quien realizó los ports de Lugaru y Aquaria a Linux. Wolfire también se ha unido a Unknown Worlds Entertainment para ofrecer un paquete basado en su juego Natural Selection 2. Con estos lazos con otros desarrolladores, Rosen fue capaz de reunir el pack, utilizando como métodos de pago PayPal, Amazon Payments y Google Checkout para minimizar los costes de distribución y transferencias.
El pasado 13 de octubre de 2017 se dio a conocer que IGN había comprado Humble Bundle. No han trascendido los detalles de esta adquisición aunque en un comunicado, IGN ha relatado que Humble Bundle va a seguir operando de manera independiente.

## Lista de juegos
| Bundle                        | Periodo | Juego                    | Desarrollador                     | Año de lanzamiento         | Ganancias   | Bundles vendidos | Precio medio |
| ----------------------------- | --- | ------------------------ | --------------------------------- | -------------------------- | ----------- | ---------------- | ------------ |
| Humble Indie Bundle 1         | 4-10 de mayo de 2010 | World of Goo             | 2D Boy                            | 2008                       | US$1.27+ M  | 138,813          | $9.18        |
| Humble Indie Bundle 1         | 4-10 de mayo de 2010 | Aquaria                  | Bit Blot                          | 2007                       | US$1.27+ M  | 138,813          | $9.18        |
| Humble Indie Bundle 1         | 4-10 de mayo de 2010 | Gish                     | Cryptic Sea                       | 2004                       | US$1.27+ M  | 138,813          | $9.18        |
| Humble Indie Bundle 1         | 4-10 de mayo de 2010 | Penumbra: Overture       | Frictional Games                  | 2007                       | US$1.27+ M  | 138,813          | $9.18        |
| Humble Indie Bundle 1         | 4-10 de mayo de 2010 | Lugaru HD                | Wolfire Games                     | 2005                       | US$1.27+ M  | 138,813          | $9.18        |
| Humble Indie Bundle 1         | 4-10 de mayo de 2010 | Samorost 2               | Amanita Design                    | 2007                       | US$1.27+ M  | 138,813          | $9.18        |
| Humble Indie Bundle 1         | - Samorost 2 se añadió gratis el 9 de mayo de 2010 - Aquaria, Gish, Lugaru HD y Penumbra pasaron a código libre tras el éxito de ventas - El 9 de diciembre de 2010 se distribuyeron claves de Steam para los juegos, excepto Samorost 2, a los que compraron el bundle. - Samorost 2 incluyó la banda sonora del juego. - Samorost 2 está disponible en Steam desde el 1 de junio de 2011, haciendo el bundle completo disponible en Steam - Se ofreció descuento al resto de juegos de la saga Penumbra |                          |                                   |                            |             |                  |              |
| Humble Indie Bundle 2         | 14–24 de diciembre de 2010 | Braid                    | Jonathan Blow Number None Studios | 2008                       | US$1.8+ M   | 232,855          | $7.85        |
| Humble Indie Bundle 2         | 14–24 de diciembre de 2010 | Cortex Command           | Data Realms LLC                   | Currently in playable Beta | US$1.8+ M   | 232,855          | $7.85        |
| Humble Indie Bundle 2         | 14–24 de diciembre de 2010 | Machinarium              | Amanita Design                    | 2009                       | US$1.8+ M   | 232,855          | $7.85        |
| Humble Indie Bundle 2         | 14–24 de diciembre de 2010 | Osmos                    | Hemisphere Games                  | 2009                       | US$1.8+ M   | 232,855          | $7.85        |
| Humble Indie Bundle 2         | 14–24 de diciembre de 2010 | Revenge of the Titans    | Puppy Games                       | 2011                       | US$1.8+ M   | 232,855          | $7.85        |
| Humble Indie Bundle 2         | - Quienes compraron antes del 22 de diciembre, y los que compraron después a un precio superior a la media recibieron también el primer bundle y las claves para Steam. - Cortex Command and Revenge of the Titans todavía estaban en desarrollo durante la venta del bundle. Posteriormente las versiones finales se pusieron a dosposición de los compradores. - El motor de Revenge of the Titans pasó a código abierto tras el éxito de ventas. - Machinarium, Osmos, and Revenge of the Titans incluyeron sus bandas sonoras - Se distribuyeron claves para Steam y Desura para todos los juegos, excepto Cortex Command y Revenge of the Titans, para los cuales se distribuyeron tras finalizar su fase de desarrollo. Se incluyeron claves de Desura para todos los juegos del primer bundle que pagaron más de la media, excepto Gish y Aquaria, que no están disponibles en Desura. - Revenge of the Titans se desbloqueó automáticamente para todos los que activaron el bundle por Steam el 17 de marzo de 2011. |                          |                                   |                            |             |                  |              |
| Humble Frozenbyte Bundle      | 12–26 de abril de 2011 | Trine                    | Frozenbyte                        | 2009                       | US$0.9+ M   | 183,219          | $4.97        |
| Humble Frozenbyte Bundle      | 12–26 de abril de 2011 | Shadowgrounds            | Frozenbyte                        | 2005                       | US$0.9+ M   | 183,219          | $4.97        |
| Humble Frozenbyte Bundle      | 12–26 de abril de 2011 | Shadowgrounds Survivor   | Frozenbyte                        | 2007                       | US$0.9+ M   | 183,219          | $4.97        |
| Humble Frozenbyte Bundle      | 12–26 de abril de 2011 | Splot                    | Frozenbyte                        | Unreleased Pre-Order       | US$0.9+ M   | 183,219          | $4.97        |
| Humble Frozenbyte Bundle      | 12–26 de abril de 2011 | Jack Claw                | Frozenbyte                        | Unreleased Prototype Bonus | US$0.9+ M   | 183,219          | $4.97        |
| Humble Frozenbyte Bundle      | - Se dieron claves de Steam y Desura para todos los juegos, excepto Splot y Jack Claw, y una clave onlive para Trine a todos los compradores. - Se incluyó el código fuente de Shadowgrounds y Shadowgrounds Survivor tras alcanzar los 700000$ de ventas - Editor de nivel para Trine - Demo de Splot |                          |                                   |                            |             |                  |              |
| Humble Indie Bundle 3         | 26 de julio – 9 de agosto de 2011 | Crayon Physics Deluxe    | Kloonigames                       | 2009                       | US$2.16+ M  | 372,399          | $5.83        |
| Humble Indie Bundle 3         | 26 de julio – 9 de agosto de 2011 | Cogs                     | Lazy 8 Studios                    | 2009                       | US$2.16+ M  | 372,399          | $5.83        |
| Humble Indie Bundle 3         | 26 de julio – 9 de agosto de 2011 | VVVVVV                   | Terry Cavanagh                    | 2010                       | US$2.16+ M  | 372,399          | $5.83        |
| Humble Indie Bundle 3         | 26 de julio – 9 de agosto de 2011 | Hammerfight              | Kranx Productions                 | 2009                       | US$2.16+ M  | 372,399          | $5.83        |
| Humble Indie Bundle 3         | 26 de julio – 9 de agosto de 2011 | And Yet It Moves         | Broken Rules                      | 2009                       | US$2.16+ M  | 372,399          | $5.83        |
| Humble Indie Bundle 3         | 26 de julio – 9 de agosto de 2011 | Steel Storm              | Kot-in-Action Creative Artel      | 2010                       | US$2.16+ M  | 372,399          | $5.83        |
| Humble Indie Bundle 3         | 26 de julio – 9 de agosto de 2011 | Atom Zombie Smasher      | Blendo Games                      | 2011                       | US$2.16+ M  | 372,399          | $5.83        |
| Humble Indie Bundle 3         | - Quienes compraron el bundle antes del 3 de agosto y los que lo compraron después por un precio superior a la media recibieron también el segundo bundle - Claves de Steam y Desura para todos los juegos. - Los compradores tenían derecho a jugar Minecraft hasta el 14 de agosto de 2011 - Steel Storm de Kot-in-Action Creative Artel se añadió gratis al bundle el 1 de agosto de 2011. - Atom Zombie Smasher de Blendo Games se añadió gratis al bundle el 5 de agosto de 2011. - El 20 de diciembre de 2011 se añadieron las bandas sonoras de todos los juegos menos de Steel Storm y Atom Zombie Smasher |                          |                                   |                            |             |                  |              |
| Humble Frozen Synapse Bundle  | 28 septiembre – 12 de octubre de 2011 | Frozen Synapse           | Mode 7 Games                      | 2011                       | US$1.11+ M  | 231,810          | $4.81        |
| Humble Frozen Synapse Bundle  | 28 septiembre – 12 de octubre de 2011 | TRAUMA                   | Krystian Majewski                 | 2010                       | US$1.11+ M  | 231,810          | $4.81        |
| Humble Frozen Synapse Bundle  | 28 septiembre – 12 de octubre de 2011 | SpaceChem                | Zachtronics Industries            | 2011                       | US$1.11+ M  | 231,810          | $4.81        |
| Humble Frozen Synapse Bundle  | - Quienes pagaron más de la media recibieron también el Frozenbyte Bundle. - Claves de Steam, Direct2Drive, y Desura para todos los juegos, excepto Splot y Jack Claw, así como una clave OnLive para Trine. - Frozen Synapse incluyó una banda sonora. - TRAUMA de Krystian Majewski se añadió como bonus gratis el 30 de septiembre de 2011. - SpaceChem de Zachtronics Industries se añadió al bundle el 5 de octubre de 2011, y su banda sonora el 7 de octubre de 2011 |                          |                                   |                            |             |                  |              |
| Humble Voxatron Debut         | 31 de octubre – 14 de noviembre de 2011 | Voxatron                 | Lexaloffle                        | Alpha release              | US$0.9+ M   | 172,270          | $5.24        |
| Humble Voxatron Debut         | 31 de octubre – 14 de noviembre de 2011 | Blocks That Matter       | Swing Swing Submarine             | 2011                       | US$0.9+ M   | 172,270          | $5.24        |
| Humble Voxatron Debut         | 31 de octubre – 14 de noviembre de 2011 | The Binding of Isaac     | Edmund McMillen and Florian Himsl | 2011                       | US$0.9+ M   | 172,270          | $5.24        |
| Humble Voxatron Debut         | 31 de octubre – 14 de noviembre de 2011 | Gish                     | Cryptic Sea                       | 2004                       | US$0.9+ M   | 172,270          | $5.24        |
| Humble Voxatron Debut         | 31 de octubre – 14 de noviembre de 2011 | Chocolate Castle         | Lexaloffle                        | 2007                       | US$0.9+ M   | 172,270          | $5.24        |
| Humble Voxatron Debut         | 31 de octubre – 14 de noviembre de 2011 | Jasper's Journeys        | Lexaloffle                        | 2008                       | US$0.9+ M   | 172,270          | $5.24        |
| Humble Voxatron Debut         | 31 de octubre – 14 de noviembre de 2011 | Zen Puzzle Garden        | Lexaloffle                        | Unknown                    | US$0.9+ M   | 172,270          | $5.24        |
| Humble Voxatron Debut         | - Blocks That Matter y The Binding of Isaac se añadieron el 1 de noviembre de 2011 para quienes ya tenían el bundle y para quienes lo compraron después y pagaron más de la media - Gish, Chocolate Castle, Jasper's Journeys, y Zen Puzzle Garden se añadieron como bonus del desarrollador el 9 de noviembre de 2011. - Se incluyeron claves de Steam para The Binding of Isaac, Blocks That Matter, y Gish. |                          |                                   |                            |             |                  |              |
| Humble Introversion Bundle    | 22 de noviembre – 6 de diciembre de 2011 | Darwinia                 | Introversion Software             | 2005                       | US$0.77+ M  | 190,261          | $4.09        |
| Humble Introversion Bundle    | 22 de noviembre – 6 de diciembre de 2011 | Uplink                   | Introversion Software             | 2001                       | US$0.77+ M  | 190,261          | $4.09        |
| Humble Introversion Bundle    | 22 de noviembre – 6 de diciembre de 2011 | Multiwinia               | Introversion Software             | 2008                       | US$0.77+ M  | 190,261          | $4.09        |
| Humble Introversion Bundle    | 22 de noviembre – 6 de diciembre de 2011 | DEFCON                   | Introversion Software             | 2006                       | US$0.77+ M  | 190,261          | $4.09        |
| Humble Introversion Bundle    | 22 de noviembre – 6 de diciembre de 2011 | Voxel Tech Demo          | Introversion Software             | Tech Demo                  | US$0.77+ M  | 190,261          | $4.09        |
| Humble Introversion Bundle    | 22 de noviembre – 6 de diciembre de 2011 | City Generator Tech Demo | Introversion Software             | Tech Demo                  | US$0.77+ M  | 190,261          | $4.09        |
| Humble Introversion Bundle    | 22 de noviembre – 6 de diciembre de 2011 | Aquaria                  | Bit Blot                          | 2007                       | US$0.77+ M  | 190,261          | $4.09        |
| Humble Introversion Bundle    | 22 de noviembre – 6 de diciembre de 2011 | Crayon Physics Deluxe    | Kloonigames                       | 2009                       | US$0.77+ M  | 190,261          | $4.09        |
| Humble Introversion Bundle    | 22 de noviembre – 6 de diciembre de 2011 | Dungeons of Dredmor      | Gaslamp Games                     | 2011                       | US$0.77+ M  | 190,261          | $4.09        |
| Humble Introversion Bundle    | - Se incluyeron claves de Steam para todos los juegos, excepto para las demos técnicas. - Voxel Tech Demo y City Generator Tech Demo solo estaban disponibles para Windows. - Aquaria y Crayon Physics Deluxe se incluyeron para todos los que pagaron más de la media. - El código fuente de todos los juegos de Introversion se incluyó para todos los compradores el 29 de noviembre de 2011. - Dungeons of Dredmor se añadió al bundle el 29 de noviembre de 2011 para todos los que pagasen más de la media. - Se incluyeron claves de Desura para los juegos de Introversion el 2 de diciembre de 2011. - Se incluyeron claves de Desura para Dungeons of Dredmor el 6 de diciembre de 2011. |                          |                                   |                            |             |                  |              |
| Humble Indie Bundle 4         | 13 - 27 de diciembre de 2011 | Jamestown                | Final Form Games                  | 2011                       | US$2.37+ M  | 435,250          | $5,45        |
| Humble Indie Bundle 4         | 13 - 27 de diciembre de 2011 | Bit.Trip Runner          | Gaijin Games                      | 2011                       | US$2.37+ M  | 435,250          | $5,45        |
| Humble Indie Bundle 4         | 13 - 27 de diciembre de 2011 | Super Meat Boy           | Team Meat                         | 2010                       | US$2.37+ M  | 435,250          | $5,45        |
| Humble Indie Bundle 4         | 13 - 27 de diciembre de 2011 | Shank                    | Klei Entertainment                | 2010                       | US$2.37+ M  | 435,250          | $5,45        |
| Humble Indie Bundle 4         | 13 - 27 de diciembre de 2011 | NightSky HD              | Nicalis                           | 2011                       | US$2.37+ M  | 435,250          | $5,45        |
| Humble Indie Bundle 4         | 13 - 27 de diciembre de 2011 | Cave Story+              | Studio Pixel                      | 2011                       | US$2.37+ M  | 435,250          | $5,45        |
| Humble Indie Bundle 4         | 13 - 27 de diciembre de 2011 | Gratuitous Space Battles | Positech Games                    | 2009                       | US$2.37+ M  | 435,250          | $5,45        |
| Humble Indie Bundle 4         | - Cave Story+ y Gratuitous Space Battles se incluyeron para todos los que pagaban más de la media. - Claves de Steam disponibles para todos los juegos, y desde el 20 de diciembre solo para aquellos que pagaban más de 1 dólar. - El 16 de diciembre de 2011 se incluyeron las bandas sonoras de todos los juegos para todos los compradores. - Quienes compraron el bundle antes del 20 de diciembre y los que después pagaron más de la media recibieron también el bundle 3 junto con las claves de Steam, menos Steel Storm y Atom Zombie Smasher. |                          |                                   |                            |             |                  |              |
| The Humble Bundle for Android | 1 - 14 de febrero de 2012 | Anomaly: Warzone Earth   | 11 Bit Studios                    | 2011                       | $929,840.87 | 150,583          | $6.17        |
| The Humble Bundle for Android | 1 - 14 de febrero de 2012 | Osmos                    | Hemisphere Games                  | 2009                       | $929,840.87 | 150,583          | $6.17        |
| The Humble Bundle for Android | 1 - 14 de febrero de 2012 | Edge                     | Mobigame                          | 2011                       | $929,840.87 | 150,583          | $6.17        |
| The Humble Bundle for Android | 1 - 14 de febrero de 2012 | World of Goo             | 2D Boy                            | 2008                       | $929,840.87 | 150,583          | $6.17        |
| The Humble Bundle for Android | 1 - 14 de febrero de 2012 | Toki Tori                | Two Tribes                        | 2009                       | $929,840.87 | 150,583          | $6.17        |
| The Humble Bundle for Android | - Todos los juegos disponibles para Windows, Linux, MAC y Android. - Claves de Steam solo para quienes pagasen más de 1$. - Toki Tori se añadió al bundle el 9 de febrero. - Bandas sonoras de todos los juegos incluidas. |                          |                                   |                            |             |                  |              |
| Humble Bundle Mojam           | 17 - 19 de febrero de 2012 | Catacomb Snatch          | Mojang                            | 2012                       | $458.207,95 | 81.572           | $5,62        |
| Humble Bundle Mojam           | 17 - 19 de febrero de 2012 | Fists of Resistance      | Oxeye Game Studios                | 2012                       | $458.207,95 | 81.572           | $5,62        |
| Humble Bundle Mojam           | 17 - 19 de febrero de 2012 | The Broadside Express    | Wolfire Games                     | 2012                       | $458.207,95 | 81.572           | $5,62        |
| Humble Bundle Mojam           | - El género y la ambientación de ‘Catacomb Snatch’ surgió de sendas encuestas entre los usuarios, escogiendo la opción más votada y la menos, quedando finalmente una mezcla de RTS y Shot’em Up con un marcado carácter Steampunk ambientado en el antiguo Egipto. - Los 3 juegos se crearon durante el transcurso del evento. - La banda sonora de Catacomb Snatch se incluye con el bundle. |                          |                                   |                            |             |                  |              |